# Colubrina obtusata
Colubrina obtusata är en brakvedsväxtart som beskrevs av Ignatz Urban. Colubrina obtusata ingår i släktet Colubrina och familjen brakvedsväxter. Inga underarter finns listade i Catalogue of Life.